# Nebinarnost
Nebinarnost ali nebinarni spol in kvirspolnost (genderqueer) sta krovna izraza za spolno identiteto, ki ni zgolj moška ali ženska (identiteta, ki presega spolno binarnost). Nebinarne identitete spadajo v okvir transspolnosti, saj se nebinarni ljudje običajno identificirajo s spolom, ki presega njihov biološki spol, čeprav se nekateri ljudje nimajo za transspolne.
Nebinarni ljudje se lahko identificirajo kot vmesni spol ali ločen tretji spol, se identificirajo z več kot enim spolom, se ne identificirajo z nobenim spolom ali imajo fluidno spolno identiteto. Spolna identiteta se razlikuje od spolne ali romantične usmerjenosti: nebinarni ljudje imajo različne spolne usmerjenosti. Nebinarnost ne pomeni enako kot interspolnost (intersex); večina ljudi vmesnega spola se identificira kot moški ali ženske. Nebinarni ljudje kot skupina se razlikujejo v izražanju spola in lahko spolno identiteto tudi popolnoma zavračajo. Nekateri nebinarni ljudje se kirurško ali hormonsko zdravijo zaradi spolne disforije, tako kot tudi sicer trans moški in trans ženske.
V Sloveniji družba večinoma kot legitimna sprejema samo moški in ženski spol, vse druge identitete pa so diskriminirane in odrinjene. Spolna binarnost se izraža v spolnih vlogah in normah, spolnih stereotipih, spolno zaznamovanih oblačlih, igračah in barvah, spolno zaznamovanih prostorih ter binarnem navajanju spola na dokumentih. Nebinarne osebe so pogosto tarča transfobije in homofobije ter se zato izogibajo razkritju svoje spolne identitete. Zaradi izrazite spolne zaznamovanosti slovenskega jezika se težko izražajo o sebi, pri čemer si pomagajo z uporabo tako moških kot ženskih zaimkov in podčrtaja ter izražanjem v angleščini.